# Reef Doctors
Reef Doctors es una serie australiana transmitida del 9 de junio del 2013 hasta el 7 de septiembre del 2013 por medio de las cadenas Network Ten y Eleven Network.
La serie siguió la vida de un grupo de médicos liderado por Sam, una madre soltera de espíritu libre que busca conocer los secretos que tiene el veneno y así poder curar enfermedades mortales.
La serie contó con la participación de actores invitados como Rachel Blakely, Michael Dorman, Christopher Morris, Robert Grubb, Francesca Gasteen, Alice Parkinson, Michael Cormick, Cindy Nelson, entre otros...
La serie fue cancelada al finalizar la primera temporada en septiembre del 2013.

## Historia
La serie se centró en un grupo de médicos liderado por la doctora Sam Stewart quienes trabajan en la remota clínica llamada Hope Island, donde atienden a los residentes de una comunidad pequeña de la isla y de las cercanas en la Gran Barrera de Coral, así como turistas y los amantes de la aventura en el área.
Al equipo se les unió el profesor Andrew Walsh, el exesposo y jefe de Sam, el ex-buceador de la marina Toby McGrath, el encantador doctor Rick D'Allessandro, la independiente estudiante alemana de cuarto año Freya Klein, el profesor asociado de los laboratorios de investigación de venenos y enemigo de Sam, Malcom Reid; el valiente farmacólogo y socio de Sam, Gus Cochrane, la enfermera Olivia Shaw; y el excampeón de sur y ahora gerente del bar y la residente de la isla Sonny Farrell.
También están Jack Walsh el joven hijo de Sam y Andrew quien se resiente por el divorcio de sus padres, y Nell Saunders la hija poco femenina del guardabosques y amiga de Jack.

## Personajes[5]

### Personajes principales
| Actor                | Personaje           | Trabajo                                                  | Episodios | Duración |
| -------------------- | ------------------- | -------------------------------------------------------- | --------- | -------- |
| Lisa McCune          | Sam Stewart         | Doctora del Hope Island Clinic                           | 13        | 2013     |
| Matt Day             | Andrew Walsh        | Jefe del Tropical Medicine del Hospital Universitario    | 13        | 2013     |
| Rohan Nichol         | Toby McGrath        | Dueño del Charter Boat en Hope Island                    | 13        | 2013     |
| Richard Brancatisano | Rick D'Allessandro  | Doctor                                                   | 13        | 2013     |
| Susan Hoecke         | Freya Klein         | Estudiante de Medicina (4.º año)                         | 13        | 2013     |
| Kristof Piechocki    | Malcom Reid         | Profesor de los Laboratorios de Investigación de Venenos | 13        | 2013     |
| Andy Ryan            | Gus Cochrane        | Doctor & Farmacólogo                                     | 13        | 2013     |
| Tasneem Roc          | Olivia "Livvy" Shaw | Enfermera & Administradora de la Clínica                 | 13        | 2013     |
| Rod Mullinar         | Sonny Farrell       | Gerente del Backpackers Hostel & del Bar                 | 13        | 2013     |
| Justin Holborow      | Jack Walsh          | -                                                        | 13        | 2013     |
| Chloe Bayliss        | Nell Saunders       | -                                                        | 13        | 2013     |

### Personajes recurrentes
| Actor            | Personaje      | Trabajo  | Episodios | Duración |
| ---------------- | -------------- | -------- | --------- | -------- |
| Damien Garvey    | Laurie Saunder | Oficial  | 3         | 2013     |
| Alice Parkinson  | Erica          | -        | 3         | 2013     |
| Isabel Durant    | Emma           | -        | 2         | 2013     |
| Robert Grubb     | James McCabe   | -        | 2         | 2013     |
| Alexandra Davies | Gillian        | -        | 1         | 2013     |
| Martin Sacks     | David          | Cineasta | 1         | 2013     |
| Remi Broadway    | Luca           | -        | 1         | 2013     |

## Episodios
La primera temporada y única estuvo conformada por 13 episodios.

## Producción
La serie dramática y familiar fue dirigida por Colin Budds y Grant Brown. La serie comenzó sus grabaciones el 28 de noviembre del 2011 y terminó las filmaciones en abril del 2012. Además de interpretar a la doctora Sam Stewart, la actriz Lisa McCune también es coproductora de la serie.
La serie se esperaba que fuera estrenada en septiembre del 2012 pero después de que la actriz Lisa McCune fuera fotografiada engañando a su esposo con el actor Teddy Tahu-Rhodes en octubre del mismo año se decidió que la serie se estrenará en febrero del 2013.
El estreno de la serie atrajo bajos raitings y sólo 357,000 televidentes.